# Bento Gomes Formosinho
Bento Gomes Formosinho foi um Governador Civil de Faro entre 16 de Novembro de 1905 e 22 de Março de 1906.